# Економіка Чернігівської області

Знак на Гнідинцівській площі - пам'ятка початку видобутку нафти у Чернігівській області у 1959 р.

## Основні підприємства області
- ЗАТ пивкомбінат «Десна» — підприємство харчової промисловості України, зайняте у галузі виробництва та реалізації пива. Розташоване у місті Чернігові.
- Ічнянський молочно-консервний комбінат — підприємство харчової промисловості України з потужним виробничим комплексом, розташованим у місті Ічні.
- Ніжинський консервний завод — підприємство з переробки овочевої продукції у місті Ніжині Чернігівської області; випускає продукцію під ТМ «Ніжин».
- Ніфар — підприємство з виробництва лакофарбової продукції та побутової хімії.
- НВК «Прогрес» є підприємством оборонно-промислового комплексу (ОПК) України і спеціалізується на розробці та виробництві складних оптичних, оптико-електронних і оптико-механічних приладів та гіроскопічних пристроїв, медичної техніки, теплових насосів, теплообмінних пристроїв, різних товарів народного споживання.
- ЗАТ фірма «Сіверянка» — сучасне багатопрофільне торгово-виробниче підприємство, що випускає спецодяг з резини. Розташоване у Чернігові.
- Чернігівнафтогаз — одне з провідних підприємств паливно-енергетичного комплексу України, яке входить до складу акціонерного товариства Укрнафта.
- Чернігівобленерго — основним видом діяльності Компанії «Чернігівобленерго» є постачання електроенергії за регульованими тарифами та передача її місцевими електромережами 0,4 — 110 кВ.
- Чернігівська ТЕЦ — забезпечує електроенергією Чернігів і сільськогосподарські райони Чернігівської області, забезпечує паром промислові підприємства і теплом комунально-побутових споживачів міста.
- Чернігівське Хімволокно — одне з провідних хімічних підприємств України.
- Чернігівський автозавод — Чернігівський Завод АвтоЗапчастин (АвтоЗАЗ).
- Чернігівський річковий порт — портове підприємство на річці Десні, розташований в обласному центрі місті Чернігові; найбільший порт області.
- Завод продтоварів «Ясен» — завод продтоварів у Чернігові.
- ПрАТ Чернігівриба — рибокомбінат.

## Торгівля і сфера послуг
- Седам — мережа супермаркетів;
- ЕКО-маркет — мережа супермаркетів;
- АТБ — мережа супермаркетів;
- Сільпо — мережа супермаркетів;
- Велика Кишеня — мережа супермаркетів.
- Союз — мережа супермаркетів;
- Квартал — мережа супермаркетів;

## Будівництво
- Основа-Буд;
- ДП "УкрСіверБуд";

## Медицина
- КП «Ліки України» — виробник ліків.

## Фінансові заклади

### Банки[1]
За станом на 25.11.2019 в регіоні функціонує 93 відділення, які представлені 27 банками-юридичними особами.
Список банків Чернігова (відділень - 93, банкоматів - 166):
- ПриватБанк
- А-Банк
- Ощадбанк
- Райффайзен банк Аваль
- ПУМБ
- Укрсиббанк
- Полікомбанк

## Транспорт та зв'язок

### Залізничний транспорт
- Бахмач
- Ніжин
- Прилуки
- Чернігів

### Автомобільні дороги
Загальна довжина автомобільних доріг в області — 7222 кілометри.

### Автовокзали
- Центральний Автовокзал Чернігова
- Чернігів-2

### Зв'язок
В області надають послуги всі національні мобільні оператори — Київстар, Лайф та МТС.